# Club Atlético Huracán 1931
Questa voce raccoglie le informazioni riguardanti il Club Atlético Huracán nelle competizioni ufficiali della stagione 1931.

## Maglie e sponsor
| Manica sinistra · Maglietta · Maglietta · Manica destra · Pantaloncini · Calzettoni |

## Rosa
| N. |                      | Ruolo | Calciatore           |
| -- | -------------------- | ----- | -------------------- |
|    | Argentina (bandiera) | P     | Cándido De Nicola    |
|    | Argentina (bandiera) | P     | Américo Molteni      |
|    | Argentina (bandiera) | D     | Jorge Héctor Alberti |
|    | Argentina (bandiera) | D     | Emilio Moyano        |
|    | Argentina (bandiera) | D     | Leopoldo Riscino     |
|    | Argentina (bandiera) | D     | Antonio Sande        |
|    | Argentina (bandiera) | D     | Hugo Settis          |
|    | Argentina (bandiera) | C     | Alfredo Cuezzo       |
|    | Argentina (bandiera) | C     | Francisco Echechipia |
|    | Argentina (bandiera) | C     | Máximo Federici      |
|    | Argentina (bandiera) | C     | Roberto Fernández    |
|    | Argentina (bandiera) | C     | Juan Iglesias        |
|    | Argentina (bandiera) | C     | Miguel Prestipino    |
|    | Argentina (bandiera) | C     | Francisco Ribes      |
|    | Argentina (bandiera) | C     | F. Tejeda            |
|    | Argentina (bandiera) | C     | Cecilio Villar       |

| N. |                      | Ruolo | Calciatore              |
| -- | -------------------- | ----- | ----------------------- |
|    | Argentina (bandiera) | A     | Lorenzo Aracena         |
|    | Argentina (bandiera) | A     | Armando Arzeni          |
|    | Argentina (bandiera) | A     | Severino Bencardini     |
|    | Argentina (bandiera) | A     | Ángel Chiesa            |
|    | Argentina (bandiera) | A     | José María Cordero      |
|    | Argentina (bandiera) | A     | Alejandro de los Santos |
|    | Argentina (bandiera) | A     | Juan Ferraro            |
|    | Argentina (bandiera) | A     | Herminio Masantonio     |
|    | Argentina (bandiera) | A     | Arturo Naveira          |
|    | Argentina (bandiera) | A     | Cesáreo Onzari          |
|    | Argentina (bandiera) | A     | Vicente Pérez           |
|    | Argentina (bandiera) | A     | Orestes Propato         |
|    | Argentina (bandiera) | A     | Francisco Rodríguez     |
|    | Argentina (bandiera) | A     | Antonio Tarrada         |
|    | Argentina (bandiera) | A     | Alberto Vesperoni       |
|    | Argentina (bandiera) | A     | Juan Carlos Villanueva  |

## Statistiche

### Statistiche di squadra
| Competizione | Punti | Totale | Totale | Totale | Totale | Totale | Totale |
| Competizione | Punti | G      | V      | N      | P      | Gf     | Gs     |
| ------------ | ----- | ------ | ------ | ------ | ------ | ------ | ------ |
| Campionato   | 33    | 34     | 13     | 7      | 13     | 58     | 49     |
| Totale       | 33    | 34     | 13     | 7      | 13     | 58     | 49     |